# JTBC 뉴스 (1155)
《JTBC 뉴스 (1155)》는 대한민국에서 주말 오전 11시 55분에 방송되었던 JTBC의 주말 낮 뉴스 프로그램이다.

## 방송 시간
| 방송 채널 | 방송 기간                         | 방송 시간                          |
| --------- | --------------------------------- | ---------------------------------- |
| JTBC      | 2013년 9월 21일 ~ 2014년 4월 5일  | 주말 낮 12시 ~ 12시 15분           |
| JTBC      | 2014년 4월 6일 ~ 2014년 4월 13일  | 주말 오전 11시 45분 ~ 낮 12시      |
| JTBC      | 2015년 1월 31일 ~ 2016년 8월 14일 | 주말 오후 1시 ~ 1시 20분           |
| JTBC      | 2016년 8월 20일 ~ 2018년 6월 24일 | 주말 오전 11시 55분 ~ 낮 12시 10분 |

## 그 외 JTBC 뉴스 프로그램
- JTBC 뉴스 아침&
- JTBC 뉴스현장
- 정치부 회의
- JTBC 뉴스룸